# Iridosornis jelskii
Az Iridosornis jelskii a madarak osztályának verébalakúak (Passeriformes) rendjébe és a tangarafélék (Thraupidae) családjába tartozó faj.

## Rendszerezése
A fajt Jean Cabanis német ornitológus írta le 1873-ban, az Iridornis nembe Iridornis Jelskii néven.

## Alfajai
- Iridosornis jelskii bolivianus von Berlepsch, 1912
- Iridosornis jelskii jelskii Cabanis, 1873[2]

## Előfordulása
Az Andokban, Bolívia és Peru területén honos. Természetes élőhelyei a szubtrópusi és trópusi hegyi esőerdők. Állandó, nem vonuló faj.

## Megjelenése
Testhossza 14 centiméter, testtömege 16–26 gramm.

## Életmódja
Állati és növényi anyagokkal táplálkozik.

## Természetvédelmi helyzete
Az elterjedési területe nagyon nagy, egyedszáma pedig stabil. A Természetvédelmi Világszövetség Vörös listáján nem fenyegetett fajként szerepel.